# Fundus

Bilden föreställer magsäcken med funduspartiet högst upp.

Fundus är i magsäcken det övre partiet som bildar "tak" över själva magsäckskroppen, corpus.